# Bealach na Bà
Bealach na Bà är ett bergspass i Storbritannien.   Det ligger i kommunen Highland och riksdelen Skottland, i den nordvästra delen av landet, 700 km nordväst om huvudstaden London. Bealach na Bà ligger 569 meter över havet.
Terrängen runt Bealach na Bà är huvudsakligen kuperad. Bealach na Bà ligger uppe på en höjd.  Närmaste större samhälle är Kyle of Lochalsh, 14,2 km söder om Bealach na Bà. 